# جان مریل
جان مریل (به انگلیسی: John O. Merrill) متولد ۱۸۹۶ مینه‌سوتا، معمار آمریکایی قرن بیستم بود.
او دانش‌آموخته دانشگاه ام آی تی (به سال ۱۹۲۱)، و یکی از سه شریک مهم شرکت اسکیدمور، اوینگز و مریل بود، و در سال ۱۹۳۹ به آنها پیوست.